# Jan Chodzidło
Jan Chodzidło (ur. 18 maja 1902 w Studzionce, zm. 8 grudnia 1951 w Pieniężnie) – polski duchowny katolicki, zakonnik werbista.

## Życiorys
Szkołę podstawową ukończył w Studzionce. W 1920 rozpoczął naukę w niższym seminarium duchownym werbistów w Nysie. Zdał tam maturę w 1925 i w tym samym roku zaczął studia w Międzynarodowym Seminarium Duchownym werbistów w Sankt Gabriel koło Wiednia. W 1926 został przeniesiony do Seminarium Misyjnego w Sankt Augustin. Pierwsze śluby zakonne przyjął 8 września 1927, potem udał się do zakonnego domu macierzystego w Steyl, części dzielnicy Tegelen w Venlo, a ostatecznie naukę ukończył w Rzymie, gdzie przyjął święcenia kapłańskie 25 października 1932. Wkrótce wyjechał na misję do Brazylii, gdzie wykładał filozofię oraz historię filozofii w seminarium w Santo Amaro. Był też tam kapelanem sióstr Świętej Rodziny.
W 1935 wrócił do Polski i został skierowany do domu w Chludowie, gdzie wykładał filozofię i jej historię, a także retorykę i pisma św. Tomasza z Akwinu, a wkrótce został wicedyrektorem. Po napaści Niemiec na Polskę klasztor chludowski został przez Niemców zmieniony w więzienie dla polskich duchownych, których po niedługim czasie wywieziono do obozu koncentracyjnego w Dachau. Udało mu się, jako jednemu z nielicznych, uniknąć wywózki. Pracował we wsi do końca wojny. W 1945 został rektorem seminarium w Chludowie, był też profesorem, ekonomem i proboszczem. W 1948 przeniósł się z całą uczelnią do Pieniężna i 10 września 1948 został mianowany rektorem Domu św. Wojciecha. Ufundował dla miejscowego kościoła obraz Matki Boskiej Ostrobramskiej, jak również zbudował grotę maryjną. Pogarszający się stan jego zdrowia uniemożliwił mu wkrótce aktywność i zmarł w 1951.

## Rodzina
Miał brata, Teofila, który również został werbistą (ojcem).